# Hanleya sinica
Hanleya sinica är en blötdjursart som beskrevs av Xu 1990. Hanleya sinica ingår i släktet Hanleya och familjen Hanleyidae. Inga underarter finns listade i Catalogue of Life.